# NGC 1804
NGC 1804 (również ESO 56-SC46) – gromada otwarta, znajdująca się w gwiazdozbiorze Złotej Ryby. Należy do Wielkiego Obłoku Magellana. Odkrył ją John Herschel 3 listopada 1834 roku.